# Withego II. Hildbrandi
Withego II. Hildbrandi, auch Wittich(o) und auch in neuerer Literatur fälschlicherweise als von Wolframsdorf angesprochen († 16. Oktober 1381 wohl in Zeitz), war 1372 Bischofelekt von Würzburg und anschließend Bischof von Naumburg von 1372 bis 1381.
Auch moderne Autoren wie Alfred Wendehorst ordnen Withego fälschlicherweise dem thüringischen Adelsgeschlecht derer von Wolframsdorf zu. Nach Heinz Wießner geht diese Zuordnung auf die in der zweiten Hälfte des 18. Jahrhunderts gefälschte Chronik des Naumburger Garnisonsschulmeisters Johann Georg Rauhe zurück, Withego stamme vielmehr aus der bürgerlichen Prager Familie Hildbrandi, aus der damals einige wenige weitere einflussreiche Familienangehörige hervorgingen.
Der Bamberger Domdekan Withego und Albrecht III. von Heßberg wurden nach dem Tode des Würzburger Bischofs Albrecht II. von Hohenlohe gleichzeitig erwählt. Obwohl Withego die Mehrheit des Domkapitels hinter sich hatte, konnte er sich gegenüber Albrecht III. nicht durchsetzen. Withego begab sich daraufhin persönlich nach Avignon zu Papst Gregor XI. In Anwesenheit des Naumburger Bischofs Gerhard von Schwarzburg, der in seinem Bistum ebenfalls unter Druck stand, wurde der Tausch der beiden Bistümer vereinbart. Gerhard stand somit weiter vor der Aufgabe, sich gegenüber dem Gegenbischof Albrecht III. durchzusetzen. Dies gelang ihm erst 1376.
Als Naumburger Bischof war er gezwungen, durch Verpfändungen und Verkäufe die Schulden seines Vorgängers abzutragen.
Es ist unbekannt, wo Withego II. bestattet wurde. Hinweise auf den Naumburger Dom als Ruhestätte gehen ebenfalls auf die Taubesche Chronik des Fälschers Johann Georg Rauhe zurück.